# 진후 섭
진후 섭(晉侯燮)은 중국 진나라의 2대 임금으로, 당숙 우의 아들이다. 이름은 섭(燮)이며 혹 섭보(燮父)라고도 한다.
여급·왕손모·금보·웅역과 함께 강왕을 보좌했고, 웅역을 제외한 나머지는 강왕에게 하사품을 받았다.

## 다른 이름
진후(2번째)